# Lista de atletas brasileiros nos Jogos Olímpicos de Verão de 1980
A lista a seguir discrimina os atletas brasileiros que participaram da Moscou 1980, independentemente de terem logrado êxito na busca por medalhas.
Nos Jogos Olímpicos de Verão de 1980, os Jogos de número XXII, em Moscou, na Rússia-União Soviética, o Brasil participou de sua décima terceira Olimpíada com 106 atletas, sendo 91 homens e 15 mulheres, em 14 esportes: atletismo, basquetebol, boxe, ciclismo, saltos ornamentais, judô, remo, vela, tiro esportivo, natação, voleibol, levantamento de peso e estreou no tiro com arco e na ginástica artística. O país conquistou 2 medalhas de ouro e 2 de bronze.
Subsedes:
Futebol e vela tiveram subsedes emblemáticas nessa edição. O primeiro foi abrigado na Cidade sede e também em Leningrado (hoje São Petersburgo), Minsk (na Bielorrússia) e Kiev (na Ucrânia); as provas da vela foram realizadas na subsede de Tallinn (na Letônia), por questões geográficas, de onde vieram as duas medalhas de ouro após 24 anos sem um título Olímpico, desde a Melbourne 1956. Outras subsedes foram: Minskoye Shosse (ciclismo de estrada) e Mytishchi (tiro e pentatlo moderno).
André Gustavo Richer chefiou a delegação em que as duas medalhas de ouro representaram os primeiros título Olímpicos para a história do iatismo do Brasil. Lars Björkström e Alexandre Welter foram campeões na "classe tornado". Marcos Soares e Eduardo Penido ganharam o ouro na "classe 470".
Os bronzes vieram respectivamente da natação e do atletismo: um revezamento brasileiro ganhou uma medalha pela primeira vez no "4×200 metros livre". No quarteto brasileiro estava o nadador Jorge Fernandes que se tornou o mais jovem medalhista brasileiro até hoje, aos 18 anos, 3 meses e 20 dias de idade; o atual recordista mundial e medalhista de bronze, João Carlos de Oliveira foi novamente porta-bandeira e repetiu o resultado também no "salto triplo" em Moscou, em um torneio muito controverso. Os soviéticos Jaak Uudmäe e Viktor Saneyev ficaram em primeiro e segundo lugar, à frente de João do Pulo. Tanto João quanto o saltador australiano Ian Campbell realizaram saltos mais longos, mas foram impugnados pelos árbitros e não foram medidos. A cobertura televisiva da época, comparada aos dias de hoje, era muito precária e não registrava takes que pudessem servir de "tira-teima".
Com suas duas medalhas de bronze, João do Pulo se tornava o décimo quarto brasileiro medalhista múltiplo (Vide seção "Multimedalhistas").
Outros destaques:
Foi a maior delegação brasileira até o momento e também a maior feminina do país até aqui, com 15 brasileiras disputando as provas; no "tiro com arco" o Brasil estreou nos dois gêneros; no atletismo os brasileiros disputaram mais quatro finais no masculino ("800 metros rasos", "4x100 metros rasos", "4x400 metros rasos") - ficando respectivamente em 4.°, 8.° e 5.°lugares); na estreia da ginástica, a brasileira Cláudia de Paula Costa se classificou para a final do "individual geral" e concluiu a competição no 31.° lugar; sob o comando de Cláudio Mortari a seleção de "basquete masculino" retornou após a ausência nos Jogos anteriores e chegou à 5.ª posição. Na equipe retornavam atletas como Adílson e Marquinhos ganhando o reforço dos estreantes André Stoffel, Cadum, Carioquinha, Gílson, Luiz Gustavo Lage, Marcel, Marcelo Vido e Oscar, entre outros; no Judô o sensei Walter Carmona chegou à disputa pelo bronze no "peso médio", mas terminou em 5.° lugaar; no remo a equipe do "quatro sem" disputou as finais terminando na 8.ª colocação; na "vela" todas as seis embarcações brasileiras chegaram bem colocadas à regata da medalha e além dos dois ouros ainda classificaram entre 4.° e 9.° nas demais classes; na natação, além de estar na equipe medalhista do "4x200 metros livre", Djan Madruga chegou novamente a duas finais, já a equipe do "4x100 metros medley" também disputou a final, concluindo a prova na 8.ª posição; as brasileiras estrearam no esporte coletivo com a seleção de "vôlei feminino" comandada por Enio Figueiredo com uma equipe em que se destacavam Isabel, Jacqueline e Vera Mossa, entre outras; no "vôlei masculino" estrearam outros futuros vencedores da geração de prata como Bernardinho, Amauri, Renan, Montanaro, Badalhoca e Xandó, comandados agora por Paulo Russo.
Abaixo segue a relação dos esportistas brasileiros participantes da Moscou 1980.

## Tiro com arco
Masculino
| Atleta        | Modalidade           | Preliminar 30 m     | Preliminar 50 m     | Preliminar 70 m     | Preliminar 90 m     | Rodada 1            | Rodada 2            | Total               | Referência(s) |
| Atleta        | Modalidade           | Resultado Colocação | Resultado Colocação | Resultado Colocação | Resultado Colocação | Resultado Colocação | Resultado Colocação | Resultado Colocação | Referência(s) |
| ------------- | -------------------- | ------------------- | ------------------- | ------------------- | ------------------- | ------------------- | ------------------- | ------------------- | ------------- |
| Renato Emílio | masculino individual | 1139 28.°           | 314 27.°            | 280 30.°            | 292 23.°            | 253 21.°            | 230 =26.°           | 2264 27.°           | [ 7 ]         |

Feminino
| Atleta       | Modalidade          | Preliminar 30 m     | Preliminar 50 m     | Preliminar 60 m     | Preliminar 70 m     | Rodada 1            | Rodada 2            | Total               | Referência(s) |
| Atleta       | Modalidade          | Resultado Colocação | Resultado Colocação | Resultado Colocação | Resultado Colocação | Resultado Colocação | Resultado Colocação | Resultado Colocação | Referência(s) |
| ------------ | ------------------- | ------------------- | ------------------- | ------------------- | ------------------- | ------------------- | ------------------- | ------------------- | ------------- |
| Arci Kempner | feminino individual | 1084 25.°           | 303 27.°            | 249 24.°            | 285 =18.°           | 247 25.°            | 255 18.°            | 2186 26.°           | [ 8 ]         |

## Ginástica artística
Masculino
Individual
| Atleta            | Modalidade       | Qualificação       | Qualificação     | Qualificação       | Qualificação       | Qualificação     | Qualificação | Qualificação | Qualificação | Final              | Final            | Final              | Final              | Final            | Final       | Final       | Final     | Referência(s) |
| Atleta            | Modalidade       | Aparelho           | Aparelho         | Aparelho           | Aparelho           | Aparelho         | Aparelho     | Total        | Colocação    | Aparelho           | Aparelho         | Aparelho           | Aparelho           | Aparelho         | Aparelho    | Total       | Colocação | Referência(s) |
| Atleta            | Modalidade       | exercícios de solo | cavalo de arções | balanço de argolas | salto sobre a mesa | barras paralelas | barra fixa   | Total        | Colocação    | exercícios de solo | cavalo de arções | balanço de argolas | salto sobre a mesa | barras paralelas | barra fixa  | Total       | Colocação | Referência(s) |
| ----------------- | ---------------- | ------------------ | ---------------- | ------------------ | ------------------ | ---------------- | ------------ | ------------ | ------------ | ------------------ | ---------------- | ------------------ | ------------------ | ---------------- | ----------- | ----------- | --------- | ------------- |
| João Luiz Ribeiro | individual geral | 18.200 53.°        | 16.850 63.°      | 17.350 63.°        | 18.650 55.°        | 17.050 63.°      | 17.650 61.°  | 105.750      | 64.°         | Não avançou        | Não avançou      | Não avançou        | Não avançou        | Não avançou      | Não avançou | Não avançou | 64.°      | [ 9 ]         |

Aparelhos
| Atleta            | Modalidade         | Qualificação        | Final               | Colocação final | Referência(s) |
| Atleta            | Modalidade         | Resultado Colocação | Resultado Colocação | Colocação final | Referência(s) |
| ----------------- | ------------------ | ------------------- | ------------------- | --------------- | ------------- |
| João Luiz Ribeiro | exercícios de solo | 18.200 53.°         | Não avançou         | 53.°            | [ 10 ]        |
| João Luiz Ribeiro | cavalo de arções   | 16.850 63.°         | Não avançou         | 63.°            | [ 11 ]        |
| João Luiz Ribeiro | balanço de argolas | 17.350 63.°         | Não avançou         | 63.°            | [ 12 ]        |
| João Luiz Ribeiro | salto sobre a mesa | 18.650 55.°         | Não avançou         | 55.°            | [ 13 ]        |
| João Luiz Ribeiro | barras paralelas   | 17.050 63.°         | Não avançou         | 63.°            | [ 14 ]        |
| João Luiz Ribeiro | barra fixa         | 17.650 61.°         | Não avançou         | 16.°            | [ 15 ]        |

Feminino
Individual
| Atleta        | Modalidade       | Qualificação       | Qualificação       | Qualificação        | Qualificação        | Qualificação | Qualificação | Final              | Final              | Final               | Final               | Final  | Final     | Referência(s) |
| Atleta        | Modalidade       | Aparelho           | Aparelho           | Aparelho            | Aparelho            | Total        | Colocação    | Aparelho           | Aparelho           | Aparelho            | Aparelho            | Total  | Colocação | Referência(s) |
| Atleta        | Modalidade       | exercícios de solo | salto sobre a mesa | barras assimétricas | trave de equilíbrio | Total        | Colocação    | exercícios de solo | salto sobre a mesa | barras assimétricas | trave de equilíbrio | Total  | Colocação | Referência(s) |
| ------------- | ---------------- | ------------------ | ------------------ | ------------------- | ------------------- | ------------ | ------------ | ------------------ | ------------------ | ------------------- | ------------------- | ------ | --------- | ------------- |
| Cláudia Costa | individual geral | 17.500 =56.°       | 18.200 =47.°       | 17.600 59.°         | 17.250 =60.°        | 70.550       | 56.° Q       | 8.650 =29.°        | 8.800 28.°         | 8.200 35.°          | 8.850 26.°          | 69.775 | 31.°      | [ 16 ]        |

Aparelhos
| Atleta        | Modalidade          | Qualificação        | Final               | Colocação final | Referência(s) |
| Atleta        | Modalidade          | Resultado Colocação | Resultado Colocação | Colocação final | Referência(s) |
| ------------- | ------------------- | ------------------- | ------------------- | --------------- | ------------- |
| Cláudia Costa | exercícios de solo  | 17.500 =56.°        | Não avançou         | =56.°           | [ 17 ]        |
| Cláudia Costa | salto sobre a mesa  | 18.200 =47.°        | Não avançou         | =47.°           | [ 18 ]        |
| Cláudia Costa | barras assimétricas | 17.600 59.°         | Não avançou         | 59.°            | [ 19 ]        |
| Cláudia Costa | trave de equilíbrio | 17.250 =60.°        | Não avançou         | =60.°           | [ 20 ]        |

## Atletismo
Masculino
Eventos de pista e de estrada
| Atleta | Modalidade          | Eliminatória | Eliminatória | Quartas de final | Quartas de final | Semifinal   | Semifinal   | Final       | Final     | Referência(s) |
| Atleta | Modalidade          | Resultado    | Colocação    | Resultado        | Colocação        | Resultado   | Colocação   | Resultado   | Colocação | Referência(s) |
| --- | ------------------- | ------------ | ------------ | ---------------- | ---------------- | ----------- | ----------- | ----------- | --------- | ------------- |
| Nelsinho Rocha dos Santos | 100 m               | 10.51        | 3.° Q        | 10.45            | 7.°              | Não avançou | Não avançou | Não avançou | 25.°      | [ 21 ]        |
| Katsuhiko Nakaya | 100 m               | 10.72        | 3.° Q        | 10.70            | 8.°              | Não avançou | Não avançou | Não avançou | 30.°      | [ 21 ]        |
| Miltão Costa de Castro | 100 m               | 10.74        | 5.°          | Não avançou      | Não avançou      | Não avançou | Não avançou | Não avançou | 42.°      | [ 21 ]        |
| Paulo Roberto Correia | 200 m               | 21.27        | 3.° Q        | 21.01            | 6.°              | Não avançou | Não avançou | Não avançou | 24.°      | [ 22 ]        |
| Altevir de Araújo | 200 m               | 21.49        | 4.° Q        | 21.22            | 7.°              | Não avançou | Não avançou | Não avançou | 27.°      | [ 22 ]        |
| Geraldo José Pegado | 400 m               | 48.71        | 6.°          | Não avançou      | Não avançou      | Não avançou | Não avançou | Não avançou | 47.°      | [ 23 ]        |
| Agberto Guimarães | 800 m               | 1:48.20      | 3.° Q        | _                | _                | 1:46.90     | 3.° Q       | 1:46.20     | 4.°       | [ 24 ]        |
| Antônio Euzébio Dias Ferreira | 400 m com barreiras | 50.14        | 2.° Q        | _                | _                | 52.31       | 7.°         | Não avançou | 13.°      | [ 25 ]        |
| Altevir de Araújo Katsuhiko Nakaya Miltão Costa de Castro Nelsinho Rocha dos Santos João Carlos de Oliveira (reserva) Paulo Roberto Correia (reserva) | 4×100 m             | 39.48        | 4.° Q        | _                | _                | _           | _           | 39.54       | 8.°       | [ 26 ]        |
| Agberto Guimarães Antônio Euzébio Dias Ferreira Geraldo José Pegado Paulo Roberto Correia Altevir de Araújo (reserva) Katsuhiko Nakaya (reserva)      | 4×400 m             | 3:04.90      | 2.° Q        | _                | _                | _           | _           | 3:05.90     | 5.°       | [ 27 ]        |

Eventos de campo
| Atleta                  | Modalidade         | Qualificação | Qualificação | Final       | Final     | Referência(s) |
| Atleta                  | Modalidade         | Resultado    | Colocação    | Resultado   | Colocação | Referência(s) |
| ----------------------- | ------------------ | ------------ | ------------ | ----------- | --------- | ------------- |
| Claudio DaMatta         | salto em altura    | 2.05         | =14.°        | Não avançou | =29.°     | [ 28 ]        |
| João Carlos de Oliveira | salto em distância | 7.78         | 10.° q       | DNS         | 12.°      | [ 29 ]        |
| João Carlos de Oliveira | salto triplo       | 16.62        | 3.° Q        | 17.22       | 3.°       | [ 30 ]        |

Feminino
Eventos combinados
| Atleta             | Modalidade | 100 m com barreiras | arremesso de peso   | salto em altura     | salto em distância  | 800 m               | Final                      | Referência(s) |
| Atleta             | Modalidade | Resultado Colocação | Resultado Colocação | Resultado Colocação | Resultado Colocação | Resultado Colocação | Pontos Resultado Colocação | Referência(s) |
| ------------------ | ---------- | ------------------- | ------------------- | ------------------- | ------------------- | ------------------- | -------------------------- | ------------- |
| Conceição Geremias | pentatlo   | 14.33 17.°          | 13.16 12.°          | 1.71 =14.°          | 5.97 11.°           | 2:18.90 12.°        | 4263.00 14.°               | [ 31 ]        |

## Basquetebol
Masculino
Primeira fase
Grupo A
| V |  | Brasil | 72–70 | Tchecoslováquia |  |  |  |

| D |  | União Soviética | 101–88 | Brasil |  |  |  |

| V |  | Brasil | 137–64 | Índia |  |  |  |

Colocação no grupo: 2.° Q
Tabela - Grupo A
| Equipe          | Jogos | Vitórias | Derrotas | Pontos pró | Pontos contra | Saldo de pontos | Pontuação |
| --------------- | ----- | -------- | -------- | ---------- | ------------- | --------------- | --------- |
| União Soviética | 3     | 3        | 0        | 321        | 235           | +86             | 6         |
| Brasil          | 3     | 2        | 1        | 297        | 235           | +62             | 4         |
| Tchecoslováquia | 3     | 1        | 2        | 285        | 236           | +49             | 2         |
| Índia           | 3     | 0        | 3        | 194        | 391           | -197            | 0         |

|  | Classificados para semifinais |
|  | Disputa de 7.° a 12.°         |

Segunda fase - semifinal
Pontos corridos
| V |  | Brasil | 94–93 | Cuba |  |  |  |

| D |  | Espanha | 110–81 | Brasil |  |  |  |

| V |  | Brasil | 90–77 | Itália |  |  |  |

| D |  | Iugoslávia | 96–95 | Brasil |  |  |  |

Não avançou
Tabela - Fase semifinal
| Equipe          | Jogos | Vitórias | Derrotas | Pontos pró | Pontos contra | Saldo de pontos | Pontuação | Confronto direto |
| --------------- | ----- | -------- | -------- | ---------- | ------------- | --------------- | --------- | ---------------- |
| Iugoslávia      | 5     | 5        | 0        | 506        | 442           | +64             | 10        |                  |
| Itália          | 5     | 3        | 2        | 419        | 438           | -19             | 6         | 1V-0D            |
| União Soviética | 5     | 3        | 2        | 505        | 468           | +37             | 6         | 0V-1D            |
| Espanha         | 5     | 2        | 3        | 488        | 485           | +3              | 4         | 1V-0D            |
| Brasil          | 5     | 2        | 3        | 448        | 477           | -29             | 4         | 0V-1D            |
| Cuba            | 5     | 0        | 5        | 434        | 490           | -56             | 0         |                  |

|  | Disputa de 1.° e 2.° |
|  | Disputa de 3.°       |

Obs.: Brasil e URSS carregaram o resultado do confronto direto da fase anterior.
Colocação final: 5.°
Equipe:
Adilson de Freitas Nascimento
André Ernesto Stoffel
Cadum Guimarães
Gílson Trindade de Jesus
José Carlos Santos Saiani
Luiz Gustavo de Miranda Lage
Marcel de Souza
Marcelo Vido
Marquinhos Abdalla
Mílton Setrini Júnior (Carioquinha)
Oscar Schmidt
Wagner Machado da Silva

Referência(s): 

## Boxe
Masculino
| Atleta                    | Modalidade              | 1ª Rodada                | 2ª Rodada                | 3ª Rodada                  | Quartas de final               | Semifinal            | Final                | Colocação final | Referência(s) |
| Atleta                    | Modalidade              | Adversário Resultado     | Adversário Resultado     | Adversário Resultado       | Adversário Resultado           | Adversário Resultado | Adversário Resultado | Colocação final | Referência(s) |
| ------------------------- | ----------------------- | ------------------------ | ------------------------ | -------------------------- | ------------------------------ | -------------------- | -------------------- | --------------- | ------------- |
| Sidnei dal Rovere         | peso pena               | Bye                      | NEP Narendra Poma V KO-1 | ETH Leoul Neeraio V 5-0    | POL Krzysztof Kosedowski D 0-5 | Não avançou          | Não avançou          | =5.°            | [ 33 ]        |
| Jaime Sodré de França     | peso meio-médio-ligeiro | GBR Anthony Willis D 0-5 | Não avançou              | Não avançou                | Não avançou                    | Não avançou          | Não avançou          | =17.°           | [ 34 ]        |
| Chiquinho de Jesus        | peso médio-ligeiro      | GUI Mbemba Camara V 5-0  | SWE Leo Vainonen V 5-0   | CUB Armando Martínez D 0-5 | Não avançou                    | Não avançou          | Não avançou          | =5.°            | [ 35 ]        |
| Carlos Antunes da Fonseca | peso médio              | Bye                      | GBR Mark Kaylor D 1-4    | Não avançou                | Não avançou                    | Não avançou          | Não avançou          | =9.°            | [ 36 ]        |

## Ciclismo
Masculino
Estrada
Velocidade
| Atleta              | Modalidade        | Resultado | Colocação | Referência(s) |
| ------------------- | ----------------- | --------- | --------- | ------------- |
| Gilson Alvaristo    | 189 km individual | DNF       | 60.°      | [ 37 ]        |
| José Carlos de Lima | 189 km individual | DNF       | 61.°      | [ 37 ]        |
| Fernando Louro      | 189 km individual | DNF       | 62.°      | [ 37 ]        |
| Davis Pereira       | 189 km individual | DNF       | 63.°      | [ 37 ]        |

Pista
Contrarrelógio
| Atleta       | Modalidade        | Resultado | Colocação | Referência(s) |
| ------------ | ----------------- | --------- | --------- | ------------- |
| Hans Fischer | 1000 m individual | 1:10.801  | 15.°      | [ 38 ]        |

Perseguição
| Atleta                                                            | Modalidade        | Qualificação | Qualificação | Quartas de final     | Semifinais           | Final                | Final     | Referência(s) |
| Atleta                                                            | Modalidade        | Tempo        | Colocação    | Adversário Resultado | Adversário Resultado | Adversário Resultado | Colocação | Referência(s) |
| ----------------------------------------------------------------- | ----------------- | ------------ | ------------ | -------------------- | -------------------- | -------------------- | --------- | ------------- |
| Antônio Silvestre                                                 | 4000 m individual | 4:54.52      | 13.°         | Não avançou          | Não avançou          | Não avançou          | 13.°      | [ 39 ]        |
| Antônio Silvestre Fernando Louro Hans Fischer José Carlos de Lima | 4000 m equipe     | 4:32.34      | 11.°         | Não avançou          | Não avançou          | Não avançou          | 11.°      | [ 40 ]        |

## Saltos ornamentais
Masculino
| Atleta       | Modalidade      | Preliminar | Preliminar | Final       | Final       | Final       | Final           | Referência(s) |
| Atleta       | Modalidade      | Resultado  | Colocação  | Resultado   | Colocação   | Total       | Colocação final | Referência(s) |
| ------------ | --------------- | ---------- | ---------- | ----------- | ----------- | ----------- | --------------- | ------------- |
| Milton Braga | trampolim 3 m   | 451.17     | 22.°       | Não avançou | Não avançou | Não avançou | 22.°            | [ 41 ]        |
| Milton Braga | plataforma 10 m | 373.05     | 20.°       | Não avançou | Não avançou | Não avançou | 20.°            | [ 42 ]        |

## Judô
Masculino
| Atleta                         | Modalidade       | Chave | Rodada 1                      | Rodada 2             | Rodada 3             | Quartas de final                     | Semifinal                  | Final de chave          | Repescagem           | Disputa de 3.°           | Final                | Colocação final | Referência(s) |
| Atleta                         | Modalidade       | Chave | Adversário Resultado          | Adversário Resultado | Adversário Resultado | Adversário Resultado                 | Adversário Resultado       | Adversário Resultado    | Adversário Resultado | Adversário Resultado     | Adversário Resultado | Colocação final | Referência(s) |
| ------------------------------ | ---------------- | ----- | ----------------------------- | -------------------- | -------------------- | ------------------------------------ | -------------------------- | ----------------------- | -------------------- | ------------------------ | -------------------- | --------------- | ------------- |
| Luiz Shinohara                 | peso ligeiro     | A     | SEN Boubacar Sow V Waza-ari   | _                    | _                    | HUN Tibor Kincses L Waza-ari/Keikoku | Não avançou                | Não avançou             | Não avançou          | Não avançou              | Não avançou          | =13.°           | [ 43 ]        |
| Luiz Onmura                    | peso meio-leve   | B     | ROU Constantin Niculae V Koka | _                    | _                    | SWE Wolfgang Biedron D Ippon         | Não avançou                | Não avançou             | Não avançou          | Não avançou              | Não avançou          | =13.°           | [ 44 ]        |
| Anelson Guerra Vieira          | peso leve        | A     | POL Edward Alkśnin D Ippon    | Não avançou          | Não avançou          | Não avançou                          | Não avançou                | Não avançou             | Não avançou          | Não avançou              | Não avançou          | =19.°           | [ 45 ]        |
| Carlos Alberto da Cunha        | peso meio-médio  | B     | SWE Michel Grant V Waza-ari   | _                    | _                    | SUI Thomas Hagmann V Yusei-gachi     | ROU Mircea Frăţică D Ippon | Não avançou             | Não avançou          | Não avançou              | Não avançou          | =10.°           | [ 46 ]        |
| Walter Carmona                 | peso médio       | B     | HUN Endre Kiss V Ippon        | _                    | _                    | SEN Akilong Diabone V Ippon          | ROU Mihalache Toma V Ippon | CUB Isaac Azcuy D Ippon | _                    | GDR Detlef Ultsch D Koka | _                    | =5.°            | [ 47 ]        |
| Walter Carmona                 | absoluto         | A     | FIN Jaakko Saari V Yuko/Chui  | _                    | _                    | BUL Dimitar Zapryanov D Yusei-gachi  | Não avançou                | Não avançou             | Não avançou          | Não avançou              | Não avançou          | =10.°           | [ 48 ]        |
| Luiz Virgulino Castro de Moura | peso meio-pesado | B     | BUL Tsancho Atanasov V Ippon  | _                    | _                    | FRA Jean-Luc Rougé D Koka            | Não avançou                | Não avançou             | Não avançou          | Não avançou              | Não avançou          | =13.°           | [ 49 ]        |
| Oswaldo Cupertino Simões Filho | peso pesado      | B     | Bye                           | Bye                  | Bye                  | PRK Kim Myong Gyu D Koka/Shido       | Não avançou                | Não avançou             | Não avançou          | Não avançou              | Não avançou          | =10.°           | [ 50 ]        |

## Remo
Masculino
| Atleta                                                                                    | Modalidade        | Eliminatórias | Eliminatórias | Repescagem | Repescagem | Semifinal | Semifinal | Final     | Final     | Colocação final | Referência(s) |
| Atleta                                                                                    | Modalidade        | Resultado     | Colocação     | Resultado  | Colocação  | Resultado | Colocação | Resultado | Colocação | Colocação final | Referência(s) |
| ----------------------------------------------------------------------------------------- | ----------------- | ------------- | ------------- | ---------- | ---------- | --------- | --------- | --------- | --------- | --------------- | ------------- |
| Paulo César Dworakowski                                                                   | esquife simples   | 8:01.38       | 3.° SF        | _          | _          | 7:39.28   | 6.° FB    | 7:32.00   | 6.°       | 12.°            | [ 51 ]        |
| José Cláudio Lazzarotto Ricardo de Carvalho Ronaldo de Carvalho Waldemar Trombetta        | esquife quadruplo | 6:25.84       | 5.° R         | 6:11.96    | 4.° FB     | _         | _         | 6:06.58   | 5.°       | 11.°            | [ 52 ]        |
| Henrique Johann Laildo Machado Manuel Mandel (timoneiro) Valter Hime Soares Wandir Kuntze | quatro com        | 6:59.98       | 5.° R         | 6:37.07    | 3.° FB     | _         | _         | 6:33.29   | 2.°       | 8.°             | [ 53 ]        |

## Vela
Aberto
| Atleta                                                                          | Modalidade             | Regatas             | Regatas             | Regatas             | Regatas             | Regatas             | Regatas             | Regatas               | Colocação final     | Referência(s) |
| Atleta                                                                          | Modalidade             | 1                   | 2                   | 3                   | 4                   | 5                   | 6                   | 7 (regata da medalha) | Colocação final     | Referência(s) |
| Atleta                                                                          | Modalidade             | Pontuação Colocação | Pontuação Colocação | Pontuação Colocação | Pontuação Colocação | Pontuação Colocação | Pontuação Colocação | Pontuação Colocação   | Pontuação Colocação | Referência(s) |
| ------------------------------------------------------------------------------- | ---------------------- | ------------------- | ------------------- | ------------------- | ------------------- | ------------------- | ------------------- | --------------------- | ------------------- | ------------- |
| Klaus Biekarck                                                                  | classe finn            | 15.00 9.°           | 10.00 5.°           | 0.00 1.°            | 19.00 13.°          | 15.00 9.°           | 10.00 5.°           | 3.00 2.°              | 72.00/53.00 4.°     | [ 54 ]        |
| Eduardo Penido Marcos Soares                                                    | classe 470             | 3.00 2.°            | 0.00 1.°            | 11.70 6.°           | 0.00 1.°            | 10.00 5.°           | 16.00 10.°          | 11.70 6.°             | 52.40/36.40 1.°     | [ 55 ]        |
| Eduardo de Souza Ramos Peter Erzberger                                          | classe star            | 15.00 9.°           | 17.00 11.°          | 14.00 8.°           | 14.00 8.°           | 15.00 9.°           | 17.00 11.°          | 10.00 5.°             | 102.00/85.00 9.°    | [ 56 ]        |
| Alexandre Welter Lars Bjorkstrom                                                | classe tornado         | 5.70 3.°            | 0.00 1.°            | 5.70 3.°            | 11.70 6.°           | 0.00 1.°            | 0.00 1.°            | 10.00 5.°             | 33.00/21.40 1.°     | [ 57 ]        |
| Gastão d'Ávila Melo Brun Roberto Luiz Martins e Souza Vicente d'Ávila Melo Brun | classe soling          | 8.00 4.°            | 13.00 7.°           | 3.00 2.°            | 5.70 3.°            | 13.00 7.°           | 5.70 3.°            | 11.70 6.°             | 60.10/47.10 6.°     | [ 58 ]        |
| Manfred Kaufmann Reinaldo Conrad                                                | classe flying dutchman | 5.70 3.°            | 10.00 5.°           | 15.00 9.°           | 13.00 7.°           | 10.00 5.°           | 11.70 6.°           | 13.00 7.°             | 78.40/63.40 8.°     | [ 59 ]        |

## Tiro esportivo
Masculino
| Atleta                 | Modalidade            | Resultado | Colocação | Referência(s) |
| ---------------------- | --------------------- | --------- | --------- | ------------- |
| Fernando Lessa Gomes   | pistola rápida 25 m   | 588.00    | =19.°     | [ 60 ]        |
| Sylvio Aguiar Carvalho | pistola livre 50 m    | 558.00    | 9.°       | [ 61 ]        |
| Durval Guimarães       | carabina deitado 50 m | 592.00    | =25.°     | [ 62 ]        |
| Waldemar Capucci       | carabina deitado 50 m | 591.00    | =32.°     | [ 62 ]        |
| Marcos José Olsen      | fossa Olímpica        | 187.00    | =18.°     | [ 63 ]        |

## Natação
Masculino
| Atleta                                                                                      | Modalidade      | Eliminatória | Eliminatória | Semifinal   | Semifinal   | Final       | Final     | Referência(s) |
| Atleta                                                                                      | Modalidade      | Resultado    | Colocação    | Resultado   | Colocação   | Resultado   | Colocação | Referência(s) |
| ------------------------------------------------------------------------------------------- | --------------- | ------------ | ------------ | ----------- | ----------- | ----------- | --------- | ------------- |
| Jorge Fernandes                                                                             | 100 m livre     | 52.51        | 4.° Q        | 52.91       | 8.°         | Não avançou | 16.°      | [ 64 ]        |
| Jorge Fernandes                                                                             | 200 m livre     | 1:54.32      | 3.°          | Não avançou | Não avançou | Não avançou | 16.°      | [ 65 ]        |
| Cyro Delgado                                                                                | 100 m livre     | 53.00        | 6.°          | Não avançou | Não avançou | Não avançou | 26.°      | [ 66 ]        |
| Cyro Delgado                                                                                | 200 m livre     | 1:54.59      | 5.°          | Não avançou | Não avançou | Não avançou | 19.°      | [ 67 ]        |
| Marcus Mattioli                                                                             | 200 m livre     | 1:54.39      | 3            | Não avançou | Não avançou | Não avançou | 17.°      | [ 67 ]        |
| Marcus Mattioli                                                                             | 100 m borboleta | 57.96        | 5.°          | Não avançou | Não avançou | Não avançou | 24.°      | [ 68 ]        |
| Marcus Mattioli                                                                             | 200 m borboleta | 2:06.87      | 3.°          | Não avançou | Não avançou | Não avançou | 18°       | [ 69 ]        |
| Djan Madruga                                                                                | 400 m livre     | 3:55.69      | 1.° Q        | _           | _           | 3:54.15     | 4.°       | [ 70 ]        |
| Djan Madruga                                                                                | 1500 m livre    | 15:56.20     | 6.°          | Não avançou | Não avançou | Não avançou | 14.°      | [ 71 ]        |
| Djan Madruga                                                                                | 200 m costas    | DNS          | 7.°          | Não avançou | Não avançou | Não avançou | 27.°      | [ 72 ]        |
| Djan Madruga                                                                                | 200 m borboleta | DNS          | 7.°          | Não avançou | Não avançou | Não avançou | 27.°      | [ 73 ]        |
| Djan Madruga                                                                                | 400 m medley    | 4:28.77      | 1.° Q        | _           | _           | 4:26.81     | 5.°       | [ 74 ]        |
| Marcelo Jucá                                                                                | 400 m livre     | 4:03.92      | 4.°          | Não avançou | Não avançou | Não avançou | 20.°      | [ 75 ]        |
| Marcelo Jucá                                                                                | 1500 m livre    | 16:01.11     | 5.°          | Não avançou | Não avançou | Não avançou | 15.°      | [ 76 ]        |
| Rômulo Arantes                                                                              | 100 m costas    | 57.90        | 2.° Q        | 58.21       | 5.°         | Não avançou | 11.°      | [ 77 ]        |
| Rômulo Arantes                                                                              | 200 m costas    | DNS          | 7.°          | Não avançou | Não avançou | Não avançou | 28.°      | [ 78 ]        |
| Ricardo Prado                                                                               | 100 m costas    | 1:01.03      | 6.°          | Não avançou | Não avançou | Não avançou | 28.°      | [ 79 ]        |
| Ricardo Prado                                                                               | 400 m medley    | 4:31.69      | 3.°          | Não avançou | Não avançou | Não avançou | 12.°      | [ 80 ]        |
| Sérgio Pinto Ribeiro                                                                        | 100 m peito     | 1:06.71      | 5.°          | Não avançou | Não avançou | Não avançou | 16.°      | [ 81 ]        |
| Cláudio Kestener                                                                            | 100 m borboleta | 57.65        | 4.°          | Não avançou | Não avançou | Não avançou | 20.°      | [ 82 ]        |
| Cláudio Kestener                                                                            | 200 m borboleta | 2:08.65      | 6.°          | Não avançou | Não avançou | Não avançou | 20.°      | [ 83 ]        |
| Cyro Delgado Djan Madruga Jorge Fernandes Marcus Mattioli                                   | 4×200 m livre   | 7:32.81      | 2.° Q        | _           | _           | 7.29.30     | 3.°       | [ 84 ]        |
| Cláudio Kestener Cyro Delgado Rômulo Arantes Sérgio Pinto Ribeiro Jorge Fernandes (reserva) | 4×100 m medley  | 3.53.32      | 6.° Q        | _           | _           | 3.53.24     | 8.°       | [ 85 ]        |

## Voleibol
Masculino
Primeira fase
Grupo B
| D |  | Iugoslávia | 3–2 | Brasil | (8-15•15-12•10-15•15-4•15-12) |  |  |

| D |  | Roménia | 3–1 | Brasil | (13-15•15-4•15-12•15-3) |  |  |

| V |  | Brasil | 3–0 | Líbia | (15-1•15-2•15-6) |  |  |

| V |  | Brasil | 3–2 | Polónia | (13-15•18-20•17-15•15-11•15-5) |  |  |

Colocação no grupo: 3.°
Tabela - Grupo B
| Equipe     | Jogos | Vitórias | Derrotas | Sets pró | Sets contra | Saldo de sets | Pontos |
| ---------- | ----- | -------- | -------- | -------- | ----------- | ------------- | ------ |
| Polónia    | 4     | 3        | 1        | 11       | 5           | +6            | 7      |
| Roménia    | 4     | 3        | 1        | 10       | 5           | +5            | 7      |
| Brasil     | 4     | 2        | 2        | 9        | 8           | +1            | 6      |
| Iugoslávia | 4     | 2        | 2        | 8        | 8           | 0             | 6      |
| Líbia      | 4     | 0        | 4        | 0        | 12          | -12           | 4      |

|  | Classificados para as semifinais |
|  | Disputa de 5.° a 8.°             |
|  | Disputa de 9.° a 10.°            |

Torneio de 5.° a 8.°
| V |  | Brasil | 3–0 | Tchecoslováquia | (16-14•15-11•15-9) |  |  |

Disputa do 5.° lugar
| V |  | Brasil | 3–2 | Iugoslávia | (14-16•15-9•8-15•15-10•15-8) |  |  |

Colocação final: 5.°
Equipe:
Amauri Ribeiro
Antônio Carlos Badalhoca
Antônio Carlos Moreno
Bernard Rajzman
Bernardinho Rezende
Deraldo Wanderley
Jean Luc Suíço Rosat
João Alves Granjeiro
José Montanaro
Mário Xandó
Renan Dal Zotto
William Carvalho

Referência(s): 
Feminino
Primeira fase
Grupo B
| D |  | Hungria | 3–2 | Brasil | (17-15•9-15•15-12•6-15•15-12) |  |  |

| D |  | Bulgária | 3–0 | Brasil | (15-7•15-9•15-2) |  |  |

| D |  | Roménia | 3–2 | Brasil | (10-15•9-15•15-6•15-13•15-6) |  |  |

Colocação no grupo: 4.°
Tabela - Grupo B
| Equipe   | Jogos | Vitórias | Derrotas | Sets pró | Sets contra | Saldo de sets | Pontos |
| -------- | ----- | -------- | -------- | -------- | ----------- | ------------- | ------ |
| Bulgária | 3     | 2        | 1        | 7        | 4           | +3            | 5      |
| Hungria  | 3     | 2        | 1        | 8        | 6           | +2            | 5      |
| Roménia  | 3     | 2        | 1        | 7        | 7           | 0             | 5      |
| Brasil   | 3     | 0        | 3        | 4        | 9           | -5            | 3      |

|  | Classificados para as semifinais |
|  | Disputa de 5.° a 8.°             |

Torneio de 5.° a 8.°
| D |  | Cuba | 3–0 | Brasil | (15-2•15-5•15-6) |  |  |

Disputa do 7.° lugar
| V |  | Brasil | 3–0 | Roménia | (15-8•15-12•15-12) |  |  |

Colocação final: 7.°
Equipe:
Ana Paula Mello
Denise Porto Mattioli
Dôra Castanheira
Eliana Maria Aleixo
Fernanda Emerick
Isabel Salgado
Ivonete das Neves
Jaqueline Silva
Lenice Peluso
Regina Vilella
Rita Zanata
Vera Mossa

Referência(s): 

## Levantamento de peso
Masculino
| Atleta                | Modalidade             | Arranco   | Arranco   | Arremesso    | Arremesso | Total     | Colocação final | Referência(s) |
| Atleta                | Modalidade             | Resultado | Colocação | Resultado    | Colocação | Total     | Colocação final | Referência(s) |
| --------------------- | ---------------------- | --------- | --------- | ------------ | --------- | --------- | --------------- | ------------- |
| Durval de Moraes      | peso mosca (até 52 kg) | 80.00     | 18.°      | 107.50       | 14.°      | 187.50    | 16.°            | [ 88 ]        |
| Paulo Batista de Sene | peso pena (até 60 kg)  | 100.00    | 14.°      | 135.00 - NVL | 16.° DQ   | 235.00 AC | 16.°            | [ 89 ]        |

## Multimedalhistas
Nesta seção listam-se os atletas brasileiros detentores de pelo menos 2 pódios Olímpicos, desde as edições pregressas, até essa edição. A ordem de classificação se segue pelos seguintes critérios:
1. Maior número de medalhas de ouro;
2. Maior número de medalhas de prata;
3. Maior número de medalhas de bronze;
4. Conquista mais antiga;
5. Esporte ou modalidade mais antiga no programa Olímpico;
6. Ordem alfabética.

| Posição | Atleta                    | Esporte        | Ouro | Prata | Bronze | Jogos          | Medalha de ouro | Medalha de prata | Medalha de bronze | Total de medalhas |
| ------- | ------------------------- | -------------- | ---- | ----- | ------ | -------------- | --------------- | ---------------- | ----------------- | ----------------- |
| 1.°     | Adhemar Ferreira da Silva | Atletismo      | 2    | 0     | 0      | Helsinque 1952 | 1               | 0                | 0                 | 2                 |
| 1.°     | Adhemar Ferreira da Silva | Atletismo      | 2    | 0     | 0      | Melbourne 1956 | 1               | 0                | 0                 | 2                 |
| 2.°     | Guilherme Paraense        | Tiro esportivo | 1    | 0     | 1      | Antuérpia 1920 | 1               | 0                | 1                 | 2                 |
| 3.°     | Afrânio da Costa          | Tiro esportivo | 0    | 1     | 1      | Antuérpia 1920 | 0               | 1                | 1                 | 2                 |
| 4.°     | Nelson Prudêncio          | Atletismo      | 0    | 1     | 1      | México 1968    | 0               | 1                | 0                 | 2                 |
| 4.°     | Nelson Prudêncio          | Atletismo      | 0    | 1     | 1      | Munique 1972   | 0               | 0                | 1                 | 2                 |
| 5.°     | Zenny Algodão             | Basquete       | 0    | 0     | 2      | Londres 1948   | 0               | 0                | 1                 | 2                 |
| 5.°     | Zenny Algodão             | Basquete       | 0    | 0     | 2      | Roma 1960      | 0               | 0                | 1                 | 2                 |
| 6.°     | Amaury Pasos              | Basquete       | 0    | 0     | 2      | Roma 1960      | 0               | 0                | 1                 | 2                 |
| 6.°     | Amaury Pasos              | Basquete       | 0    | 0     | 2      | Tóquio 1964    | 0               | 0                | 1                 | 2                 |
| 7.°     | Antonio Sucar             | Basquete       | 0    | 0     | 2      | Roma 1960      | 0               | 0                | 1                 | 2                 |
| 7.°     | Antonio Sucar             | Basquete       | 0    | 0     | 2      | Tóquio 1964    | 0               | 0                | 1                 | 2                 |
| 8.°     | Carlos Mosquito           | Basquete       | 0    | 0     | 2      | Roma 1960      | 0               | 0                | 1                 | 2                 |
| 8.°     | Carlos Mosquito           | Basquete       | 0    | 0     | 2      | Tóquio 1964    | 0               | 0                | 1                 | 2                 |
| 9.°     | Carmo Rosa Branca         | Basquete       | 0    | 0     | 2      | Roma 1960      | 0               | 0                | 1                 | 2                 |
| 9.°     | Carmo Rosa Branca         | Basquete       | 0    | 0     | 2      | Tóquio 1964    | 0               | 0                | 1                 | 2                 |
| 10.°    | Edson Bispo               | Basquete       | 0    | 0     | 2      | Roma 1960      | 0               | 0                | 1                 | 2                 |
| 10.°    | Edson Bispo               | Basquete       | 0    | 0     | 2      | Tóquio 1964    | 0               | 0                | 1                 | 2                 |
| 11.°    | Jatyr Schall              | Basquete       | 0    | 0     | 2      | Roma 1960      | 0               | 0                | 1                 | 2                 |
| 11.°    | Jatyr Schall              | Basquete       | 0    | 0     | 2      | Tóquio 1964    | 0               | 0                | 1                 | 2                 |
| 12.°    | Wlamir Marques            | Basquete       | 0    | 0     | 2      | Roma 1960      | 0               | 0                | 1                 | 2                 |
| 12.°    | Wlamir Marques            | Basquete       | 0    | 0     | 2      | Tóquio 1964    | 0               | 0                | 1                 | 2                 |
| 13.°    | Reinaldo Conrad           | Vela           | 0    | 0     | 2      | México 1968    | 0               | 0                | 1                 | 2                 |
| 13.°    | Reinaldo Conrad           | Vela           | 0    | 0     | 2      | Montreal 1976  | 0               | 0                | 1                 | 2                 |
| 14.°    | João Carlos de Oliveira   | Atletismo      | 0    | 0     | 2      | Montreal 1976  | 0               | 0                | 1                 | 2                 |
| 14.°    | João Carlos de Oliveira   | Atletismo      | 0    | 0     | 2      | Moscou 1980    | 0               | 0                | 1                 | 2                 |

## Medalhas
| Medalha | Atleta                                                    | Esporte   | Modalidade     | Data       |
| ------- | --------------------------------------------------------- | --------- | -------------- | ---------- |
| Ouro    | Alexandre Welter Lars Björkström                          | Vela      | classe tornado | 29/07/1980 |
| Ouro    | Eduardo Penido Marcos Soares                              | Vela      | classe 470     | 29/07/1980 |
| Bronze  | Cyro Delgado Djan Madruga Jorge Fernandes Marcus Mattioli | Natação   | 4x200 m livre  | 23/07/1980 |
| Bronze  | João Carlos de Oliveira                                   | Atletismo | salto triplo   | 24/07/1980 |

| Medalhas por esporte | Medalhas por esporte | Medalhas por esporte | Medalhas por esporte | Medalhas por esporte |
| Esporte              | Medalha de ouro      | Medalha de prata     | Medalha de bronze    | Total de medalhas    |
| -------------------- | -------------------- | -------------------- | -------------------- | -------------------- |
| Natação              | 0                    | 0                    | 1                    | 1                    |
| Atletismo            | 0                    | 0                    | 1                    | 1                    |
| Vela                 | 2                    | 0                    | 0                    | 2                    |
| Total                | 2                    | 0                    | 2                    | 4                    |